# Ikanogavialis
Ikanogavialis – wymarły rodzaj krokodyla z rodziny gawialowatych. Skamieliny pochodzą z wenezuelskiej formacji Urumaco, z warstwy raczej późnomioceńskiej, niż plioceńskiej, jak podejrzewano.

## Budowa
Ikanogavialis miał głęboki w kierunku grzbietowo-brzusznym pysk z wydatnym karbem pomiędzy zębodołami szczękowymi i żuchwowymi.

## Gatunki
Gatunek typowy tego rodzaju to I. gameroi, nazwany w 1970 dzięki materiałowi z formacji Urumaco. Plejstoceński gawioloid nazwany Gavialis papuensis z Woodlark należącej do Wysp Salomona cechuje się pewnymi niejasnymi podobieństwami do Ikanogavialis i przeniesiono go do tego rodzaju w 1999 wraz z innymi formami o smukłym pysku, zamieszkującymi Amerykę Południową i Afrykę.

## Paleobiologia
Ikanogavialis mógł zamieszkiwać przybrzeżne siedliska wraz z innymi gawialowatymi, jak Gryposuchus. Warstwa formacji Urumaco obejmująca jego szczątki reprezentuje osady zarówno rzeczne, jak i morskie, ale pozostaje niewyjaśnione, do których należały oba rodzaje. Inne gawialowate, jaj Siquisiquesuchus i Piscogavialis żyły w siedliskach przybrzeżnych i prawdopodobne jest, że wymarłe słodkowodne gawialowate jak Gavialis mogły powstać z tych przybrzeżnych form. Ikanogavialis egzystował również razem z wieloma innymi krokodylami w Wenezueli podczas późnego miocenu, wliczając w to wielkiego kajmana Purussaurus i wymarłe gatunki Melanosuchus.
"Gavialis"/Ikanogavialis papuensis prowadził życie w pełni morskie. Znaleziono go razem z żółwiami morskimi i brzegowcami. Jest to do tej pory najmłodszy znany w pełni morski krokodyl